# Salto (São Paulo)
Salto is een gemeente in de Braziliaanse staat São Paulo. De plaats ligt op 555 m hoogte. Door de stad loopt de rivier de Tietê. Volgens de tellingen van 2022 waren er 134.319 inwoners. 

## Geografie
De stad heeft een belangrijk geologisch park: "Rocha Moutonnée".

### Hydrografie
De stad ligt aan de rivier de Tietê die deel uitmaakt van de gemeentegrens. De rivieren de Córrego Ajudante, Jundiaí, Ribeirão do Buru en Ribeirão Guaraú monden uit in de Tietê. De Ribeirão Piraí mondt uit in de Jundiaí en maken beide uit van de gemeentegrens.

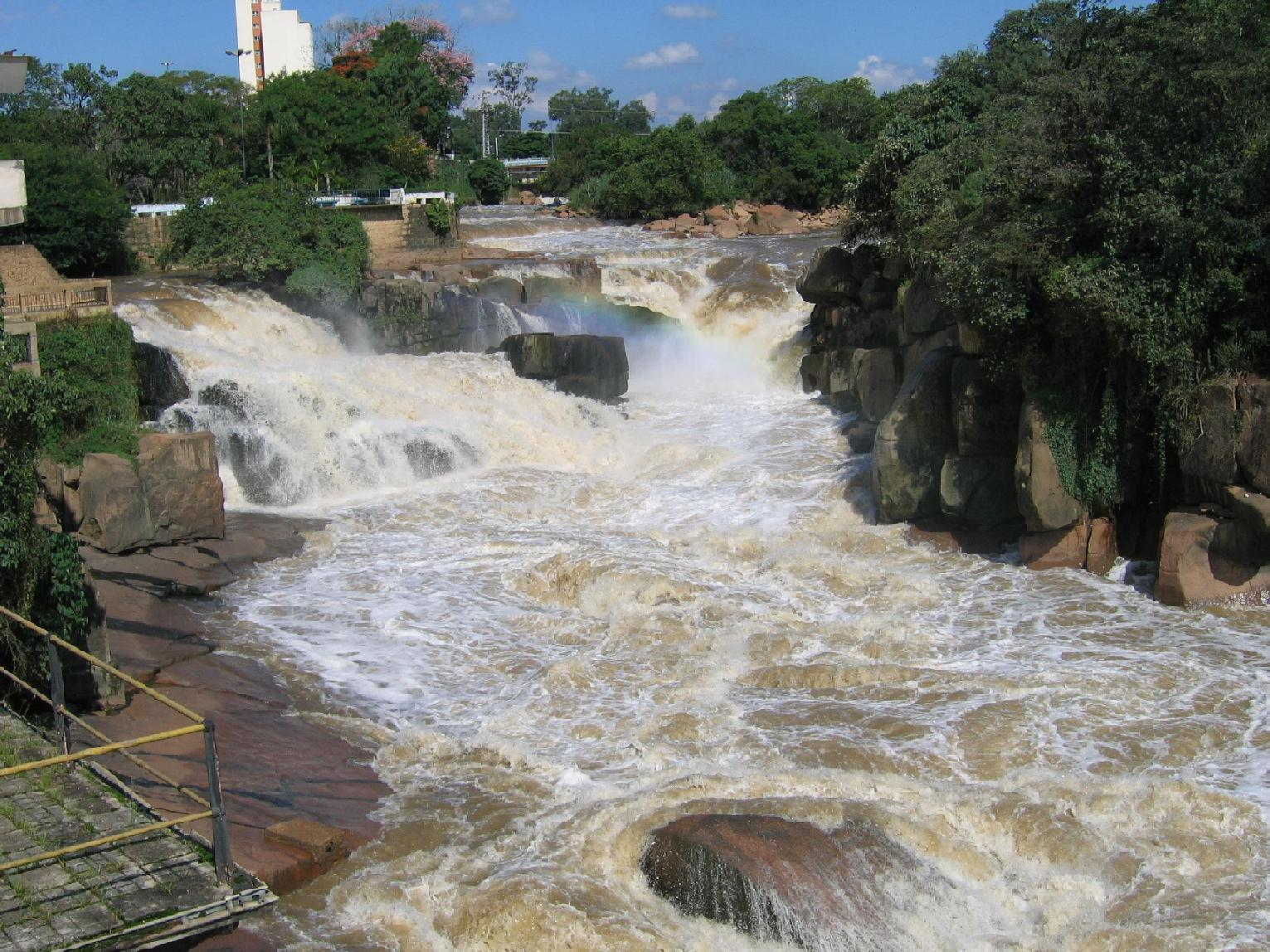
De rivier de Tietê zoals die door Salto loopt.

### Aangrenzende gemeenten
De gemeente grenst aan Elias Fausto, Indaiatuba en Itu.